# Torpedo Billy Murphy
Torpedo Billy Murphy, de son vrai nom Thomas William Murphy, est un boxeur néo-zélandais né le 3 novembre 1863 à Auckland et mort le 26 juillet 1939.

## Carrière
Il devient champion du monde des poids plumes le 13 janvier 1890 après sa victoire par KO au 14e round contre Ike Weir. Murphy défend une fois sa ceinture face à Tommy Warren puis perd contre l'australien Young Griffo le 2 septembre 1890. Il met un terme à sa carrière en 1911 sur un bilan de 92 victoires, 51 défaites et 24 matchs nuls.

## Référence
1. ↑  (en) Torpedo Billy Murphy vs. Young Griffo II (boxrec.com)